# HC Oirschot
HC Oirschot is een Nederlandse hockeyclub uit de Noord-Brabantse plaats Oirschot.
De club werd opgericht op 15 december 1946 en speelt op een terrein aan de Koningshof vlak naast de A58. Het eerste damesteam kwam in het seizoen 2019/20 uit in de Tweede klasse van de KNHB, het eerste herenteam in de Derde klasse. Het thuistenue bestaat uit groene sokken met een wit broekje/rokje en een groen shirt die aan de zijkant wit is. Het uittenue is een wit shirt met een wit broekje en groene sokken.